# Éditions de l'Université de Bruxelles
Les Éditions de l'Université de Bruxelles (ÉUB) sont une maison d'édition universitaire belge créée en 1972. Rattachées au Département des bibliothèques et de l'information scientifique (DBIS) de l'Université Libre de Bruxelles (ULB), elles ne doivent pas être confondues avec les « Presses universitaires de l'ULB », association sans but lucratif fondée en 1958 par les cercles étudiants et l'Union des Anciens étudiants, qui s'occupent en partie de la distribution des titres[source insuffisante],.

## Activités
Les ÉUB publient en moyenne 25 nouveautés par an et possède un catalogue de plus de 500 titres.
Elles lancent en 1988 une collection Statistique et mathématiques appliquées, et en 1997 une collection Laus medicinae, dédiée aux rapports entre santé et société. Depuis le début des années 2000, elles rééditent ou traduisent des classiques des sciences sociales.
En 1976, elles éditent le premier numéro de la revue Cahiers durkheimiens. Trois revues scientifiques y sont encore éditées : Problèmes d'histoire des religions, Etudes sur le 18e siècle et Sextant, toutes accessibles sur la digithèque des bibliothèques de l'ULB.
Engagées dans la diffusion des connaissances scientifiques en libre accès, les ÉUB ont notamment choisi d'adopter la licence CC BY NC ND pour la publication de ses articles et des chapitres dans un volume collectif. En 2012, plus de 180 ouvrages sont mis à disposition sur la digithèque des bibliothèques de l'ULB. Par ailleurs, en 2020, plus de 100 monographies sont disponibles sur la plateforme de diffusion en libre accès OAPEN, à la suite d'une décision conjointe avec les bibliothèques de l'ULB visant à rendre gratuitement disponibles sur le web les ouvrages dont le tirage est épuisé,.
Elles sont partenaires de l'Association des éditeurs belges,.